# Dragonea
Dragonea è la più popolosa frazione di Vietri sul Mare, in provincia di Salerno.

## Geografia fisica
Il paese sorge a circa 270 m s.l.m. e dista circa 2,5 km da Vietri Sul Mare, 7 da Salerno, 4 dalla frazione Raito, 5 da Àlbori e da Molina. In quanto frazione di Vietri è parte territoriale della costiera amalfitana e sorge sulla strada provinciale che congiunge Vietri con Cava de' Tirreni (da cui dista circa 5 km), che passa presso la locale Badia. I principali nuclei abitativi che la formano sono le contrade di Padovani, di Iaconti, Raccio, Vallone, Tresara e San Vincenzo vicino al santuario di San Vincenzo Ferreri.

## Storia

### Le origini
Le origini del paese potrebbero risalire al 455 d.C. quando in seguito alla distruzione dell'etrusca Marcina (l'antica Marina di Vietri), i suoi abitanti si dispersero per il territorio dell'attuale città di Cava de' Tirreni ed alcuni presumibilmente si rifugiarono sul colle ad occidente della città, dove oggi sorge appunto Dragonea. Il più antico nome del villaggio è Transbonea ad evidenziare la sua posizione al di là del fiume Bonea (dal latino trans Boneam) ma anche altre denominazioni, quali Transboneja e Dragoneja, ricorrono in documenti risalenti al secolo XI conservati oggi nell'archivio della Badia di Cava. Alla fine di quel secolo infatti, Dragonea era un casale considerevole e venne dato in feudo dal Principe Gisulfo II a Vivo Visconte insieme ai villaggi vicini. Nonostante la denominazione attuale del paese (la cui forma dialettale è Troneja) sia semplicemente la deformazione del nome primitivo, una leggenda lo fa derivare da un orrendo dragone. Si narra infatti che in una spelonca in prossimità del paese si annidava un serpente di smisurata grandezza che fu ucciso da S. Leone, abate del Monastero della SS. Trinità di Cava, il quale con le sue preghiere, più che con la spada, liberò il popolo da quell'incubo.

### Origine del termine Truccanari
Gli abitanti sono chiamati "Truccanari" o "Dragonesi". L'origine del termine truccanari deriva da una vicenda del XIX secolo: Si narra che dei dragonesi in processione verso la Badia di Cava si fossero muniti di ceri che nascondevano un'"anima" in legno, onde arrivare preparati ad eventuali scontri fisici con i cavesi, anch'essi ostili. Successivamente agli scontri che avvennero fu coniato il termine, derivante da una sorta di crasi fra le parole troccano (pezzo di legno o bastone in napoletano) e trucco (riferito allo stratagemma di nascondere il corpo contundente in un cero da processione). Nel tempo questo soprannome si diffuse nella cultura popolare di ambito locale, tanto da sostituire de facto il termine dragonesi come gentilizio per il paese .

## Architetture religiose
La chiesa principale è la chiesa dei santi Pietro e Paolo Apostoli, parrocchia millenaria, una delle più antiche nella provincia di Salerno.

Altra chiesa molto importante è il santuario di San Vincenzo Ferreri, che fu gravemente danneggiato dal terremoto dell'Irpinia del 1980 e su cui, dopo anni di lavori il 4 aprile 2008 in concomitanza con la festa del santo il santuario fu riaperto .